# Dawid z Menevii

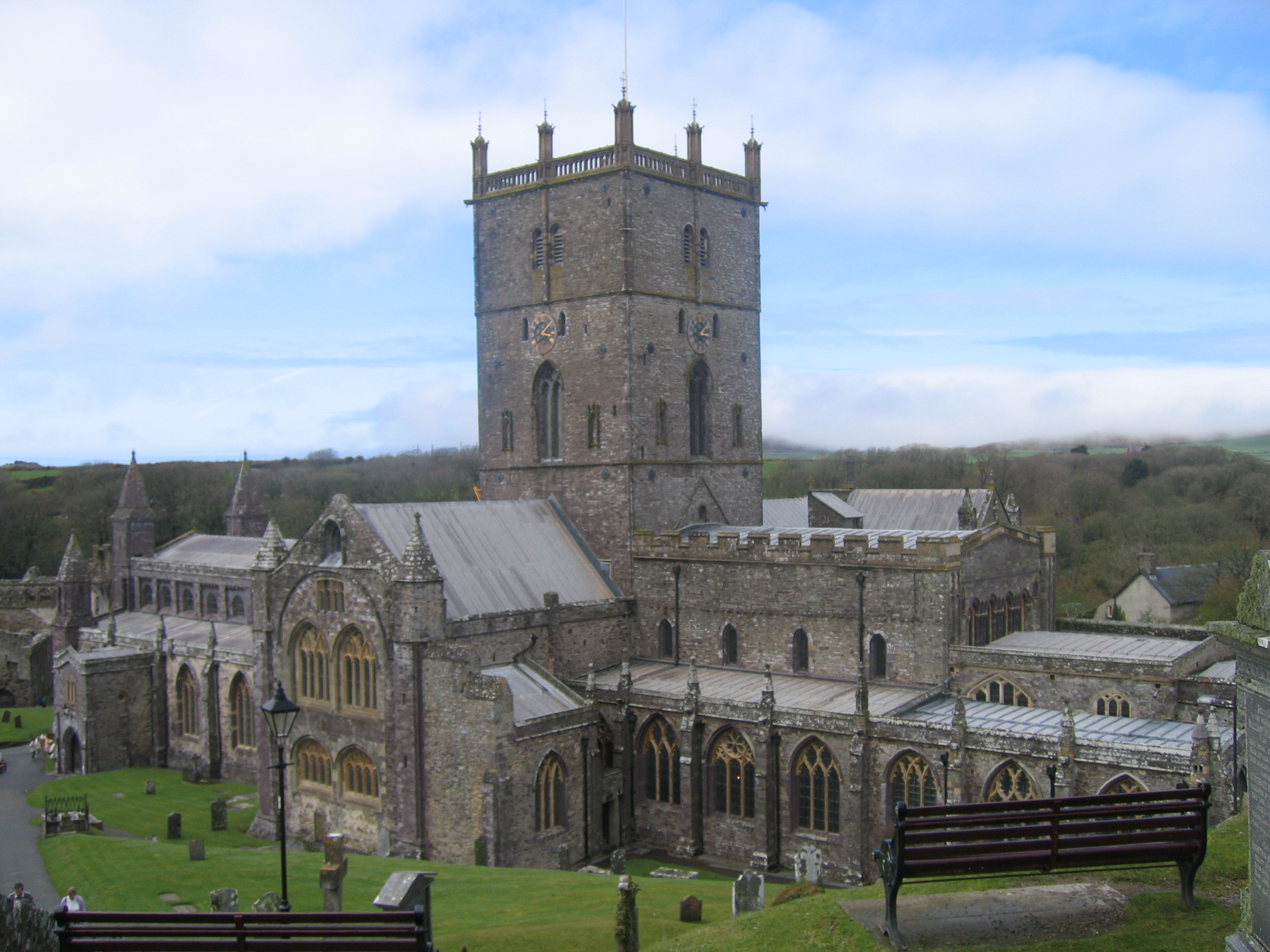
Katedra św. Dawida w St David’s

Flaga świętego Dawida.

Święty Dawid, wal. Dewi Sant, cs. Swiatitiel Dawid, jepiskop Uelskij (ur. w St David’s w Walii, wal.Tyddet, zm. 1 marca ok. 589 w Pembroke) – chrześcijański święty, biskup walijski, patron Walii, członek najstarszego ruchu monastycznego Kościoła Zachodniego (monastycyzm celtycki/iroszkocki), założyciel monasteru w Menevii (obecnie diecezja Menevia) i klasztoru w Pembroke.

## Życiorys
Dawid żył w VI wieku. Zgodnie z legendą był synem wodza Santy z Cardigan i Nony. Urodził się w St David’s, w ówczesnej Menevii. Na temat jego życia zachowało się bardzo niewiele informacji. Zmarł w 589 lub 601 roku.
Najwcześniejszy żywot św. Dawida spisał około 1090 roku Rhygyvarch, biskup St David’s.
Dawid (w Walii znany pod imieniem Dewi) początkowo był mnichem. Założył monaster w Menevii (obecnie St David’s), którego został przełożonym. Później przyczynił się do powstania kilkunastu innych klasztorów. Wprowadził tam podobno bardzo surową regułę nawiązującą do tej, według której żyli mnisi Pustyni Egipskiej. Jego zasługi w głoszeniu wiary chrześcijańskiej były tak duże, iż został wybrany biskupem w Menevii. Do legend należy zaliczyć przypisanie odbycia konsekracji w Jerozolimie, do której trafił jako pielgrzym.
Działał głównie w południowo-zachodniej części Walii, gdzie wzniesiono najwięcej świątyń mu poświęconych, a jego imieniem nazwano najwięcej miejscowości. Wywarł znaczący wpływ na rozwój monastycyzmu w Walii, gdzie miał wielu uczniów. Zmarł ok. 589 roku w najstarszym założonym przez siebie klasztorze.
Do jego grobu pielgrzymowało wielu angielskich królów.
Został kanonizowany (w formie translacji) w 1120 r. przez papieża Kaliksta II.
Już w XII wieku święty Dawid został uznany za patrona Walii.
Jego imię nosi wiele kościołów w Walii. Wspomnienie liturgiczne w Kościele rzymskokatolickim i anglikańskim obchodzone jest w dzienną rocznicę śmierci (w Walii ma rangę uroczystości).
Wyznawcy prawosławia wspominają go 14 marca według kalendarza gregoriańskiego.
Atrybutem św. Dawida jest gołębica.